# Hydrophorus titicaca
Hydrophorus titicaca är en tvåvingeart som beskrevs av Becker 1922. Hydrophorus titicaca ingår i släktet Hydrophorus och familjen styltflugor.
Artens utbredningsområde är Bolivia. Inga underarter finns listade i Catalogue of Life.